# CESIS
O Comitato Esecutivo per i Servizi di Informazione e Sicurezza, CESIS, (em português, Comité Executivo dos Serviços de Informação e Segurança) foi um comitê do governo italiano cujo objetivo era a coordenação de todo o setor de inteligência nacional, especificamente entre a agência de inteligência civil (SISDE) e militar (SISMI), com o objetivo de reportar toda a informação importante recolhida às autoridades políticas, representadas pela Presidência do Conselho de Ministros.
Em agosto de 2007, com a reforma dos serviços de inteligência italianos, o CESIS foi substituído pelo DIS (Departamento de Informação pela Segurança). 

## História
Desde o final da Segunda Guerra Mundial, as agências de inteligência italianas foram muitas vezes reorganizadas, procurando  melhorar a sua eficácia e colocá-las sob controlo civil e democrático.
O Comité acabaria por ser criado como parte de uma reforma mais ampla do setor de inteligência italiana, sendo uma das últimas tentativas de gerir eficazmente as agências de inteligência nacionais. 
- Em 1977, com o Ato Legislativo nº 801 de 24/10/1977, criado após o ex-diretor da SID, Vito Miceli, ser preso por "conspiração contra o Estado" (ver Golpe Borghese), as agências de inteligência foram reorganizadas em uma tentativa de as tornar mais democráticas. Esta reorganização consistiu principalmente em:
  - A divisão do SID, a agência de inteligência da época, em duas agências distintas com funções diferentes: o SISDE (o doméstico) e o SISMI (o militar).
  - A criação do CESIS, com um papel de coordenação entre as duas agências de inteligência e a Presidência do Conselho de Ministros .
  - A criação da Comissão Parlamentar, COPACO, para supervisionar as atividades das duas agências.
- Desde 1 de Agosto de 2007, com o Ato Legislativo n.124 de 03/08/2007, na sequência da reforma dos serviços de inteligência italianos, o SISDE, o SISMI e o CESIS foram substituídos respectivamente pela AISI, AISE e DIS, com o COPACO recebendo poderes adicionais de supervisão e controlo.

## Missão
O CESIS era um órgão coletivo, presidido pelo Primeiro-Ministro, e composto pelos membros das principais autoridades políticas, de segurança pública, militares e de inteligência:
- O Primeiro-Ministro ou, por procuração, outra autoridade governamental.
- O Secretário-Geral do Presidente do Gabinete do Conselho de Ministros.
- O Secretário Geral do Ministério das Relações Exteriores .
- O Chefe do Estado-Maior General da Defesa Italiana .
- O Chefe da Polícia (a autoridade máxima da Polizia di Stato).
- Os Generais comandantes da Arma dei Carabinieri e da Guardia di Finanza (as duas autoridades máximas da Arma dei Carabinieri e da Guardia di Finanza).
- Os Diretores do SISDE e do SISMI.
- O Secretário-Geral do CESIS.

O Secretário-Geral do CESIS, agindo também como Chefe da Secretaria geral do CESIS, desempenhava também as funções deste órgão.

## A Secretaria Geral
A Secretaria Geral da CESIS, conduzida pelo Secretário-Geral, foi um ponto importante que para a sua atuação, visto que, entre outras coisas:
- Atuou como interface de ligação entre as informações coletadas pelas duas agências de inteligência e a autoridade política.
- Atuou como interface de filtro entre o setor de inteligência e os demais departamentos da administração pública.
- Coordenou e dirigiu os agentes das agências de inteligência.
- Decidiu com quais agências estrangeiras de inteligência e segurança o SISDE e o SISMI foram autorizados a estabelecer contatos.
- Através do UCSI (Gabinete Central de Segurança), estrutura inserida na Secretaria Geral do CESIS, conseguiam:
  - autorizar pessoas e empresas a lidar com informações classificadas.
  - atendeu à gestão e defesa dos Segredos de Estado.

Através da Secretaria Geral e o seu diretor, o Primeiro-Ministro assegurava a unidade da liderança política e da gestão das agências de inteligência .

## Os Secretários-Gerais
- Gaetano Napoletano (1977-1978)
- Walter Pelosi (1978-1981) [1]
- Orazio Sparano (1981-1987)
- Giuseppe Richero (1987-1991)
- Francesco Paolo Fulci (1991-1993)
- Giuseppe Taormina (1993-1994)
- Umberto Pierantoni (1994-1996)
- Francesco Berardino (1996-2001)
- Fernando Masone (2001-2003)
- Emilio del Mese (2003 - 20 de novembro de 2006)
- Giuseppe Cucchi (21 de novembro de 2006 - 3 de agosto de 2007)

## Links Externos
- «The Italian Intelligence and Security Services Official Website - CESIS» (em inglês)
- «The Italian Intelligence and Security Services Official Website - The General Secretariat of CESIS» (em inglês)
- «The Italian Intelligence and Security Services Official Website» (em inglês)
- «The Italian Intelligence and Security Services Official Website - Home Page» (em inglês)
- «The Italian Intelligence and Security Services Official Website - A Brief History» (em inglês)